# 라크피스크

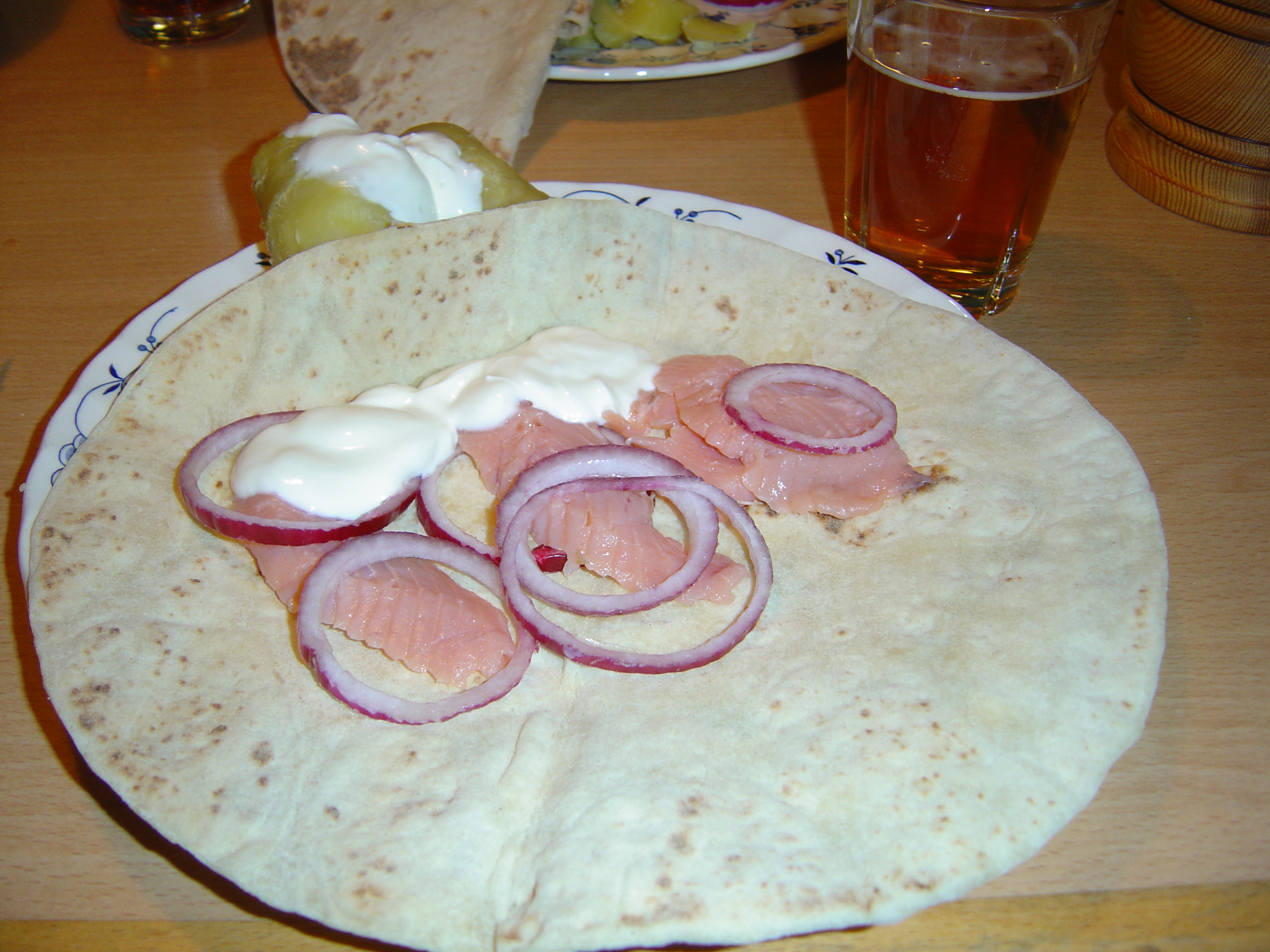
감자와 레프세, 양파, 사우어 크림을 곁들인 라크피스크 요리

라크피스크(노르웨이어: rakfisk)는 전통적인 동부 노르웨이 음식으로, 송어나 곤들매기 종류 생선을 소금에 절여 두세 달 동안 절인 후 조리 없이 먹는다.

## 어원
라크(노르웨이어: rak)는 고대 노르드어 라크르(rakr)에서 나온 말로, "촉촉한", 혹은 "젖은"이라는 뜻을 지닌다. 피스크(노르웨이어: fisk)는 노르드어로 생선을 뜻한다.

## 기원
라크피스크는 스웨덴의 수르스트룀밍(스웨덴어: surströmming)과 관련이 있으며, 아마도 스칸디나비아 문화의 기원을 공유한다고 여겨진다. 언제 사람들이 처음으로 라크피스크를 먹었는지 대해서는 논란이 분분하다. 라크피스크란 용어가 처음 기록된 것은 1348년으로 거슬러 올라가지만, 이 음식의 역사는 아마도 더 오래된 것으로 추정된다.

## 만들기
라크피스크는 신선한 송어나 곤돌메기로 만들며, 750 그램을 넘는 생선이 선호된다. 아가미와 창자를 제거하고, 핏물이 없어지도록 생선을 잘 씻는다. 생선용 붓으로 핏줄 자국을 문지르고, 다시 생선을 씻는다. 그리고 식초 용액에 생선을 약 30분간 넣어서 식초가 스며들게 한다. 그리고 생선을 양동이의 가장자리에 세워 넣어서, 생선의 배 부분이 마주보게끔 차곡차곡 옆으로 놓는다. 생선 뱃속을 바닷소금(생선 1kg 당 60g)으로 채운다. 세포 분해를 촉진하기 위해 아주 약간의 설탕을 생선 위에 뿌릴 수 있지만, 생선 각 층 당 한 자밤을 넘기지 않도록 한다.
그 후, 양동이에 꼭 맞는 뚜껑으로 생선 위를 누르고, 무거운 것을 뚜껑 위에 올려놓는다. 라크피스크 양동이는 서늘한 곳에 놓아둔다. (약 섭씨 4도의 일정한 온도가 가장 최적이지만, 최소한 섭씨 8도 아래여야 한다) 이틀이 지난 후 생선에 국물이 생겼는지 아닌지 확인해야 한다. 만약 생선을 뒤덮기에 충분한 액이 형성되지 않았다면, 물 1리터당 40g의 소금이 든 식염수를 추가한다. 어떤 사람들은 이 생선을 높은 기온에서 며칠 동안 두어 액을 더 좋게 만들지만, 주의해야 한다. 라크피스크를 2달에서 3달간 절인다. 라크피스크는 국물에 잘 저장이 된다. 생선이 제대로 절여졌을 때, 4%의 식염수를 거기다 부어서, 절이는 과정을 느리게 할 수 있다. 절이는 과정을 느리게 하는 다른 방법으로는 라크피스크가 담긴 용기를 얼마간 냉동고에 넣어두거나, 밖에 충분히 추울 경우 밖에다 놓아두는 것이 있다. 생선이 국물 속에 제대로 놓아질 경우, 라크피스크는 얼지 않는다.
라크피스크를 위한 모든 조리법에서 생선이 흙에 절대로 닿지 않도록 주의해야 한다. 이는 유해한 세균이 생선 안에서 자라는 것을 방지하기 위함이며, 특히 근육을 마비시키는 보툴리누스 중독을 일으키는 보툴리누스균의 위험을 막기 위해서이다.

## 먹기
잘 절여진 라크피스크는 요리를 할 필요 없이 그 자체로 먹는다. 라크피스크는 일반적으로 포로 저며서 먹거나, 날 붉은 양파, 레프세 (감자 등으로 만든 전통적인 노르웨이의 납작한 빵), 사우어 크림, 그리고 아몬드 감자와 함께 토막으로 올려놓고 먹는다. 일부의 사람들은 딜을 넣은 연한 맛의 겨자 소스를 발라서 먹기도 한다. 비록 일상적인 식사로 먹지는 않지만, 노르웨이에서 연간 약 300톤의 라크피스크를 소비한다.

## 같이 보기
- 그라브락스
- 수르스트룀밍 (surströmming)
- 하우카르들 (Hákarl) - 아이스랜드의 발효된 상어고기
- 루테피스크
- 젓갈

## 참고 자료 및 외부 링크
- 라크피스크 (노르웨이어)
- 라크피스크와 보툴리누스 중독에 관한 정보 (영어)